# منطقة الأتارب
منطقة الأتارب منطقة سورية إدارية تتبع محافظة حلب ومركزها مدينة الأتارب، بلغ تعداد سكان المنطقة 76,873 نسمة حسب التعداد السكاني لعام 2004 ، أحدثت المنطقة عام 2009 طبقاً لمرسوم جمهوري نص على إحداث منطقة في محافظة حلب باسم منطقة الأتارب فصلاً عن منطقة جبل سمعان.

## نواحي منطقة الأتارب
- ناحية مركز الأتارب
- ناحية أبين سمعان
- ناحية أورم الكبرى